# Marceli Szpak
Marceli Szpak, właściwie Marcin Wróbel (ur. 25 lutego 1977) – polski tłumacz literatury anglojęzycznej, dziennikarz, pisarz i poeta.

## Twórczość
Tłumaczył m.in. utwory Huntera S. Thompsona, Arthura Conana Doyle’a, Jacka Ketchuma, Petera Robinsona, Jeffa Noona i Maxa Barry’ego. Jest członkiem redakcji miesięcznika „Nowa Fantastyka” oraz przewodnika społeczno-kulturalnego „Ultramaryna” (w ramach jego wydania internetowego prowadził blog „Masowa Konsumpcja Kultury Masowej”). Recenzent w czasopiśmie „Dwutygodnik”. Zredagował specjalne wydanie „Gazety Wyborczej Katowice”, które w dniu 18 marca 2011 ukazało się w formie komiksów ilustrowanych przez znanych polskich twórców tego gatunku. W roku 2012 jego opowiadanie science fiction Obcy zostało nominowane do Nagrody im. Janusza A. Zajdla.